# Lewałd Wielki
Lewałd Wielki (phát âm tiếng Ba Lan: [ˈlɛvawt ˈfjɛlkʲi]; tiếng Đức: Groß Lehwalde) là một ngôi làng thuộc khu hành chính của Gmina Dąbrówno, thuộc huyện Ostródzki, Warmińsko-Mazurskie, ở miền bắc Ba Lan. Nó cách Dąbrówno khoảng 3 kilômét (2 mi)  về phía tây bắc, cách Ostróda 28 km (17 mi) về phía nam và cách thủ đô khu vực Olsztyn 50 km (31 mi) về phía tây nam.
Làng có dân số 240 người.